# Club Palindromista Internacional
El Club Palindromista Internacional es una agrupación cultural fue fundada en 1987 por el ingeniero, matemático, lingüista y escritor Josep Maria Albaigès y Olivart, junto con quince personas más. Consiste en una asociación dedicada al estudio, debate y divulgación de todo aquello que esté relacionado con los palíndromos. El punto de partida fue en junio de 1987 con la publicación del primer número de la revista SEMAGAMES, la publicación de comunicación y divulgación del CPI,  anunciada a la revista norteamericana Word Ways. El fondo del Club Palindromista está en la Biblioteca Central de Igualada. Entre los miembros del Club Palindromista Internacional se encuentra Ernest Díez Sureda. La entidad promovió el I Congreso Palindrómico Internacional, celebrada en Torredembarra, España, en 2009.
Paralelamente y vinculado al CPI, en 2009 se funda el Movimiento Rever, un blog independiente creado con la intención de promover y difundir las posibilidades literarias del arte de hacer palíndromos.